# Trevor Dunn
Trevor Dunn (* 30. ledna 1968 Eureka, Kalifornie, USA) je americký baskytarista, kontrabasista a hudební skladatel. V roce 1985 spoluzaložil skupinu Mr. Bungle, ve které působil až do jejího rozpadu v roce 2004. Ve skupině působil i Mike Patton, se kterým v roce 1998 založil další skupinu pojmenovanou Fantômas. Od roku 2012 s ním působí v další skupině nazvané Tomahawk. Je dlouholetým spolupracovníkem Johna Zorna, se kterým mimo jiné působil ve skupině Electric Masada. Spolupracoval rovněž se skupinou Melvins.